# Alex Lawther
Alexander Jonathan Lawther (ur. 4 maja 1995) – angielski aktor, najbardziej znany z roli Jamesa w serialu The End of the F***ing World oraz roli Alexa Goodmana w produkcji z 2019 Kod Dedala kanału Channel 4 oraz jako Kenny w trzecim sezonie, odcinku Shut Up and Dance serialu Czarne lustro od Netflixa. Jest również znany z grania młodego Alana Turinga w Grze Tajemnic (2014), gdzie zdobył nagrodę Koła Londyńskich Krytyków Filmowych dla Młodego Brytyjskiego Wykonawcy Roku.

## Filmografia
- 2019: Kod Dedala jako Alex Goodman

### Telewizja
| Rok       | Tytuł                        | Rola        | Notatka                     |
| --------- | ---------------------------- | ----------- | --------------------------- |
| 2014      | Szpital Holby City           | Fred Bamber | 1 odcinek                   |
| 2016      | Czarne Lustro                | Kenny       | Odcinek "Shut Up and Dance" |
| 2017      | Carnage                      | Jamie       | Mockument                   |
| 2017      | Howards End                  | Derek       | Miniserial                  |
| 2017-2019 | The End of the F***ing World | James       | Główna rola, 16 odcinków    |